# Miragaia (Porto)
Miragaia é uma antiga freguesia portuguesa do concelho do Porto que, pela Lei n.º 11-A/2013 de 28 de janeiro, foi integrada na União das Freguesias de Cedofeita, Santo Ildefonso, Sé, Miragaia, São Nicolau e Vitória.

## História

### Antecedentes
À época da Invasão romana da península Ibérica, no século II, o chamado itinerário do imperador Antonino Pio indica, à margem direita do rio Douro, uma pequena povoação denominada como "Gale" e que, de acordo com Pinho Leal, significava "defronte de Gaia". Nesta povoação, os viajantes que vinham pela estrada romana de Bracara Augusta para o sul, aguardavam as embarcações que os conduziam, para leste do hoje desaparecido Castelo de Gaia, rumo a Lancóbriga (perto da atual Feira), Talábriga (perto da atual Aveiro) ou Emínio (atual Coimbra).
Outros autores pretendem que a povoação seja mais antiga, com base numa inscrição epigráfica na sua igreja, onde se lê, em latim: "Prima Cathedralis fecit haec. Basilius oh egris quam pedibus sanus, condidit inde Petro" (em língua portuguesa, "Esta foi a primeira catedral do Porto. S. Basílio, apenas se viu são dos pés, a edificou, e por aquele motivo a dedicou a S. Pedro"). Basílio, apontado por alguns como primeiro bispo do Porto, teria falecido em 37, sendo essa argumentação, hoje, objeto de discussão.

### A lenda de Gaia
Uma lenda popular alude à origem do nome da freguesia:
No ano de 932, o rei D. Ramiro II de Leão e das Astúrias viajou de Viseu, onde residia para raptar Zahara, a bela irmã do xeque Alboazar. Este por sua vez, como vingança, raptou a não menos bela esposa de Ramiro, a rainha Gaia, tendo ambos vindo a apaixonar-se um pelo outro. Ramiro, ignorando este amor, vem com o filho e as suas gentes de armas até ao castelo do rei mouro que se erguia na margem esquerda do rio Douro, a caminho da foz. Ramiro escondeu as suas gentes numa encosta, sob a folhagem e, vestido de romeiro, subiu a mesma postando-se junto a uma fonte, no aguardo de novidades. Uma criada veio buscar água fresca à fonte para a sua nova ama – a cristã. Num átimo, Ramiro escondeu o seu próprio anel na bilha de água da moura e continuou a aguardar.
A rainha Gaia, ao encontrar o anel na bilha da água, pressentiu a verdade e mandou chamar o romeiro à sua presença. Apaixonada pelo mouro, decidida a desfazer-se do marido cristão, embriagou-o e prendeu-o num quarto, que foi aberto à chegada de Alboazar. Ramiro tentou reagir mas em pouco tempo foi rendido pelas gentes do mouro que, sorrindo, perguntou-lhe o que ele, um rei cristão, faria se tivesse em suas mãos o seu inimigo. Tendo em mente o combinado com os seus homens, ainda ocultos na encosta, Ramiro respondeu que lhe faria comer um capão, beber um canjirão de vinho, e depois postá-lo-ia no topo de uma torre a tocar trompa até rebentar. Alboazar achou graça e garantiu-lhe que seria essa então a sua morte. Para maior gáudio, determinou abrir os portões do castelo convidando todos os moradores extramuros a assisti-la.
Ramiro comeu, bebeu, foi conduzido ao alto da torre e tocou a trompa até que as suas gentes, ao ouvir o sinal combinado, irromperam pelos portões abertos do castelo, chacinando as tropas do mouro desprevenidas. O próprio Ramiro matou Alboazar e, tomando a sua mulher, embarcou, seguido pelos seus homens. A bordo, encarou o pranto da esposa, que contemplava desolada as ruínas do castelo, e pergunta-lhe qual a razão, sendo respondido:
"Perguntas-me o que miro?
Traidor rei, que hei-de eu mirar?
As torres daquele Alcácer
Que ainda estão a fumegar!
Se eu fui ali tão ditosa,
Se ah soube o que era amar,
Se ah me fica a alma e a vida…
Traidor rei, que hei-de eu mirar?
Pois mira, Gaia! E, dizendo,
Da espada foi arrancar:
Mira Gaia, que esses olhos
Não terão mais que mirar!

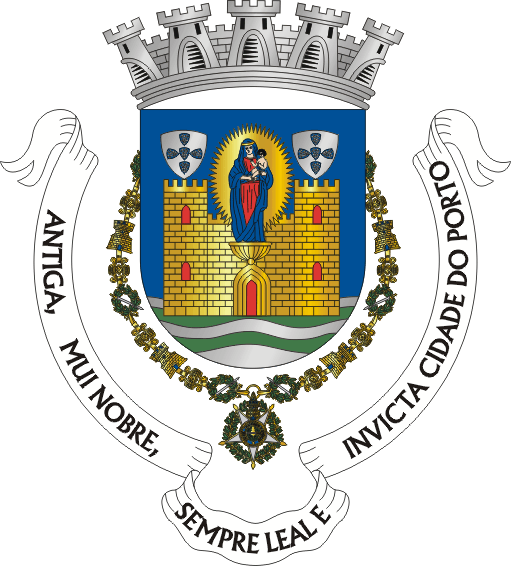
Armas do Porto

Ainda de acordo com essa tradição, até os nossos dias, a encosta que o rei teria subido em Gaia denomina-se rua do Rei Ramiro, a fonte, fonte do Rei Ramiro; as armas da cidade de Vila Nova de Gaia figuram uma torre encimada por um cavaleiro tocando trompa, e a zona do Porto, diante do local onde a rainha foi morta, denomina-se Miragaia.
Contudo, o nome de Miragaia poderá ter uma explicação bem mais prosaica, resultando do simples facto de estar em frente a Gaia, ou seja, a estar a mirar (ver).
Quanto à Lenda de Gaia, ela própria, para lá de todo o folclore que ficou acima descrito, importa sobretudo atender a duas questões centrais: o texto original que consta no Livro Velho de Linhagens (século XIII) e a identificação do rei Ramiro que nele é protagonista. E só há duas alternativas: ou é D. Ramiro I, falecido em 850, ou seu trineto D. Ramiro II (931 - 951), sendo que de ambos o filho herdeiro se chamou Ordonho. E a resposta é bem fácil de dar, uma vez que é completamente impossível que as circunstâncias relatadas na lenda se tivessem passado entre 931 e 951, cronologia em que o Porto e Gaia estavam já sobre seguro domínio cristão, desde a conquista de Vimara Peres em 868. Assim, ou não damos qualquer crédito à lenda ou temos de a datar em meados do século IX, tendo D. Ramiro I e seu filho D. Ordonho I como protagonistas.
Para melhor se poder avaliar a lenda, transcreve-se aqui o texto original do Livro Velho: «Este rei D. Ramiro seve casado com uma rainha e fege nela rei D. Ordonho; e pois lha filhou rei Abencadão, que era mouro, e foi-lha filhar em Salvaterra, no lugar que chamam Mier. Então era rei Ramiro nas Asturias, e quando Abencadão tornou aduce-a para Gaia, que era seu castelo; e, quando veio, rei Ramiro não achou a sa mulher e pesou-lhe ende muito, e enviou por naves seu filho D. Ordonho e por seus vassalos e fretou sas naves e meteu-se em elas, e veio Sanhoane da Furada (hoje Afurada, na foz do Douro, do lado de Gaia); e pois que a nave entrou pela foz, cobriu-a de panos verdes, em tal guisa que cuidassem que eram ramos, ca entonce Douro era coberto de uma parte e de outra de arvores; e esse rei Ramiro vestiu-se em panos de veleto, e levou consigo sa espada e seu corno, e falou com seu filho e com seus vassalos que, quando ouvissem o seu corno, que todos lhe acorressem e que todos jouvessem pela ribeira per antre as arvores, fora poucos que ficassem na nave para mantê-la. E ele foi-se estar a uma fonte que estava perto do castelo; e Abencadão era fora do castelo e fora correr monte contra Alafão. E uma donzela que servia a rainha levantou-se pela manhã, que lhe fosse pela água para as mãos; e aquela donzela havia nome Ortiga; e ele pediu-lhe água pela arávia, e ela deu-lha por um autre, e ele meteu um camafeu na boca, o qual camafeu havia partido com sa mulher, a rainha, pela meiadade. Ele deu-se a beber e deitou a anel no autre, e a donzela foi-se e deu ágia à rainha, e caiu-lhe o anel na mão e conheceu-o ela logo. A rainha perguntou quem achara na fonte; ela respondeu-lhe nom era hi ningém; ela disse que mentia, e que lho nom negasse, ca lhe faria por ende bem e mercê; e a donzela lhe disse entom que achara um mouro doente e lazarado e que lhe pedira água que bebesse, e ela que lha dera; e entonce lhe disse a rainha que lhe fosse por ele, e se hi o achasse que lho aducesse. A donzela foi por ele e disse-lhe ca lhe mandava dizer a rainha que fosse a ela; e entonces rei Ramiro foi-se com ela; e ele, entrando pela porta do paço, conheceu a rainha e disse-lhe: - Rei Ramiro, quem te aduce aqui? E ele lhe respondeu: - Ca pequena maravilha! E ela disse à donzela que o metesse na câmara e que nom lhe desse que comesse nem que bebesse; e a donzela pensou dele sem mandado da rainha. E ele jazendo na câmara, chegou Abencadão e deram-lhe que jantasse, e despois de jantar, foi-se para a rainha, e dês que fizeram seu prazer, disse a rainha: - Se tu aqui tivesses rei Ramiro, que lhe farias? O mouro então respondeu: - O que ele a mim faria: matá-lo. Então a rainha chamou Ortiga que o aducesse da câmara, e ela assim o fez, e aduce o mouro, e o mouro lhe disse: - És tu rei Ramiro? E ele respondeu:- Eu sou. E o mouro lhe perguntou: - A que vieste aqui? El-rei Ramiro lhe disse entom: -Vim ver minha mulher, que me filhaste a torto, ca tu havias comigo tréguas e nom me catava de ti. E o mouro lhe disse: - Vieste a morrer, mas quero-te perguntar: se me tivesses em Mier, que morte me darias? El-rei Ramiro era muito faminto, e respondeu-lhe assim: - Eu te daria um capão assado e uma regueifa e faria-te tudo comer e dar-te-ia em cima uma copa cheia de vinho que bebesses; em cima, abrira portas do meu curral e faria chamar todas as minhas gentes, que viessem ver como morrias, e faria-te subir a um padrão e faria-te tanger o corno até que te hi saisse o fôlego. Então respondeu-lhe Abencadão: -Essa morte te quero eu dar. E fez abrir os currais, e feze-o subir em um padrão que hi entom estava; e começou rei Ramiro entom seu corno tanger, e começou chamar sa gente pelo corno, que lhe acorressem, ca agora havia tempo. E o filho, como o ouviu, acorreu-lhe com seus vassalos, e meterom-se pela porta do castelo, e ele desceu-se do padrom adonde estava, e veio contra eles e tirou sa espada da bainha e descabeçando atá o menor mouro que havia em toda Gaia, andaram todos à espada, e nom ficou em essa vila de Gaia pedra sobre pedra que tudo não fosse em terra. E filhou rei Ramiro sa mulher com sas donzelas e quando haver hi achou e meteu na nave, e quando foram a foz de Ancora amarraram as barcas e comeram e folgaram, e D. Ramiro deitou-se a dormir no regaço da rainha e a rainha filhou-se a horar, e as lágrimas dela caeram a D. Ramiro pelo rosto, e ele espertou-se e disse porque chorava? E ela disse-lhe: - Choro por o mui bom mouro que ataste. E então o filho, que andava hi na nave, ouviu aquela palavra que sa madre dissera e disse ao padre: - Padre, não levemos connosco mais o demo. Entom rei Ramiro filhou uma mó que trazia na nave e ligou-lha na garganta e ancorou-a no mar, e des aquela hora chamaram hi Foz de Ancora. Este D. Ramiro foi-se a Mier e fez sa corte, e contou-lhe tudo como acaecera, e entom baptizou Ortiga e casou com ela e louvou-lhe toda sa corte muito, e pos-lhe nome D. Áldara, e fege nela um filho, e quando nasceu pos-lhe o padre o nome Alboazar, e disse entom o padre que lhe punha este nome porque seria padre e senhor de muito boa fidalguia.»

### A Miragaia medieval
De acordo com Monsenhor Augusto Ferreira, Miragaia começou a ser povoada em 1243 e, à época da morte do bispo D. Pedro Salvadores (24 de junho de 1247), as informações sobre a cidade do Porto dão conta de que Miragaia era então um pequeno povoado de pescadores, em crescimento à beira-rio.
É lícito crer-se que Miragaia já estava ligada à cidade do Porto, adossando-se mesmo à muralha iniciada em 1336 sob o reinado de D. Afonso IV, popularmente denominada como as "Muralhas Fernandinas", por terem sido concluídas sob o de D. Fernando I. Por sua proximidade ao rio e à praia, nela desenvolveram-se actividades ligadas à pesca, ao transporte e ao comércio de mercadorias tanto por via fluvial quanto marítima.

### Judeus e Arménios
Concomitantemente ao povoamento intra-muros da cidade do Porto, a zona ribeirinha da chamada "praia de Miragaia" e o vizinho morro da Vitória, também atraíram moradores, neles vindo a se fixar populações oriundas da região do Minho, assim como grupos imigrados de judeus e de arménios, estes últimos a trabalhar sobretudo como artífices e mercadores. Para o provar aqui continuam a Rua Arménia, e a Rua de Ansira (cidade arménia).
A fixação de uma comunidade de origem judaica levou a que o morro de Miragaia passasse a ser conhecido como "monte dos judeus". Tendo sido erguida uma sinagoga (posteriormente demolida para a construção do Convento da Madre de Deus de Monchique), e instalado um cemitério, formou-se a judiaria de Monchique à semelhança do que aconteceu nas freguesias da Vitória e da Sé. Esta comunidade, que com sua actividade comercial grandemente contribuiu para o desenvolvimento da freguesia de Miragaia, ao final do século XIV, foi transferida para a judiaria do Olival e, mais tarde ainda, já no século XV, para a rua dos Mercadores, na Ribeira.
Sob o reinado de D. Manuel I, tendo sido promulgado o decreto real para a expulsão dos judeus do reino, ao receberem da Câmara a comunicação do mesmo, puderam os judeus do Porto, sem maiores constrangimentos, embarcar com destino à Inglaterra e aos Países Baixos.
Na primeira metade do século XV, instalou-se no Porto um grupo de arménios, em busca de refúgio após a queda de Constantinopla diante do Império Otomano em 1453. Estes imigrantes trouxeram consigo as relíquias de São Pantaleão, martirizado em Nicomédia em 1305, que se tornou patrono da cidade. Estas relíquias foram depositadas na Igreja de Miragaia, em cofre de prata lavrada oferecido por D. Manuel I, para dar cumprimento a uma das últimas disposições do seu antecessor, D. João II. Mais tarde, a 12 de dezembro de 1499, as mesmas foram transferidas para a Sé do Porto por determinação do então bispo, D. Diogo de Sousa. A comunidade arménia também se dedicou ao comércio.

### Do século XVIII aos nossos dias
No século XVIII, Miragaia constitui-se em bairro da cidade compreendendo as freguesias de São Pedro, Nossa Senhora da Boa Viagem e Cedofeita, mesmo período em que surgem outros bairros importantes como Sé, Vitória (intra-muros), Santo Ildefonso e Vila Nova.
Na sequência da industrialização em Portugal, na passagem do século XIX para o XX, as quatro freguesias que constituem o Centro Histórico do Porto atingem a sua máxima ocupação, em consequência da migração de populações do campo para a cidade. Ao mesmo tempo, com a saída das famílias burguesas para zonas mais próximas das novas vias de comunicação (como por exemplo, a do porto de Leixões e a da Circunvalação), assiste-se a uma crescente pauperização do núcleo histórico, pelo aluguer de quartos das antigas casas de família ao proletariado nas novas fábricas, e pela construção de imóveis de habitação estreitos, com até cinco pavimentos, para atender a esse mercado. Ao longo das décadas, esses fatores levaram a uma crescente degradação urbanística e a um acentuado declínio da qualidade de vida na região, nomeadamente nas décadas de 1960 e de 1970.
Após a Revolução dos Cravos em 1974, voltaram a cena as preocupações políticas com a revitalização urbana e também social da zona histórica, nomeadamente com a criação do "Comissariado para a Recuperação Urbana da área da Ribeira-Barredo" (CRUARB), que chegou mesmo a tornar-se num projecto municipal de intervenção, recentemente extinto.
Com a classificação do zona histórica do Porto como Património Cultural da Humanidade pela UNESCO (1996) e com a realização da Cimeira Ibero-Americana (1998) na freguesia de Miragaia, fizeram-se sentir alguns avanços por parte do poder local nos processos de reabilitação do património edificado, embora não tenha se vislumbrado de uma forma mais ampla uma melhoria concreta das condições habitacionais nas freguesias que integram o núcleo histórico.

## População
| População da freguesia de Miragaia | População da freguesia de Miragaia | População da freguesia de Miragaia | População da freguesia de Miragaia | População da freguesia de Miragaia | População da freguesia de Miragaia | População da freguesia de Miragaia | População da freguesia de Miragaia | População da freguesia de Miragaia | População da freguesia de Miragaia | População da freguesia de Miragaia | População da freguesia de Miragaia | População da freguesia de Miragaia | População da freguesia de Miragaia | População da freguesia de Miragaia |
| ---------------------------------- | ---------------------------------- | ---------------------------------- | ---------------------------------- | ---------------------------------- | ---------------------------------- | ---------------------------------- | ---------------------------------- | ---------------------------------- | ---------------------------------- | ---------------------------------- | ---------------------------------- | ---------------------------------- | ---------------------------------- | ---------------------------------- |
| 1864                               | 1878                               | 1890                               | 1900                               | 1911                               | 1920                               | 1930                               | 1940                               | 1950                               | 1960                               | 1970                               | 1981                               | 1991                               | 2001                               | 2011                               |
| 4 377                              | 5 296                              | 6 439                              | 6 756                              | 7 145                              | 6 369                              | 7 130                              | 7 519                              | 8 620                              | 8 316                              | 7 217                              | 6 457                              | 4 771                              | 2 810                              | 2 067                              |

Pelo decreto nº 40.526, de 08/02/1956, foram-lhe fixados os actuais limites.
| Distribuição da População por Grupos Etários | Distribuição da População por Grupos Etários | Distribuição da População por Grupos Etários | Distribuição da População por Grupos Etários | Distribuição da População por Grupos Etários | Distribuição da População por Grupos Etários | Distribuição da População por Grupos Etários | Distribuição da População por Grupos Etários | Distribuição da População por Grupos Etários | Distribuição da População por Grupos Etários |
| -------------------------------------------- | -------------------------------------------- | -------------------------------------------- | -------------------------------------------- | -------------------------------------------- | -------------------------------------------- | -------------------------------------------- | -------------------------------------------- | -------------------------------------------- | -------------------------------------------- |
| Ano                                          | 0-14 Anos                                    | 15-24 Anos                                   | 25-64 Anos                                   | > 65 Anos                                    |                                              | 0-14 Anos                                    | 15-24 Anos                                   | 25-64 Anos                                   | > 65 Anos                                    |
| 2001                                         | 314                                          | 397                                          | 1 461                                        | 638                                          |                                              | 11,2%                                        | 14,1%                                        | 52,0%                                        | 22,7%                                        |
| 2011                                         | 175                                          | 200                                          | 1 156                                        | 536                                          |                                              | 8,5%                                         | 9,7%                                         | 55,9%                                        | 25,9%                                        |

Média do País no censo de 2001:  0/14 Anos-16,0%; 15/24 Anos-14,3%; 25/64 Anos-53,4%; 65 e mais Anos-16,4%
Média do País no censo de 2011:   0/14 Anos-14,9%; 15/24 Anos-10,9%; 25/64 Anos-55,2%; 65 e mais Anos-19,0%

## Património edificado

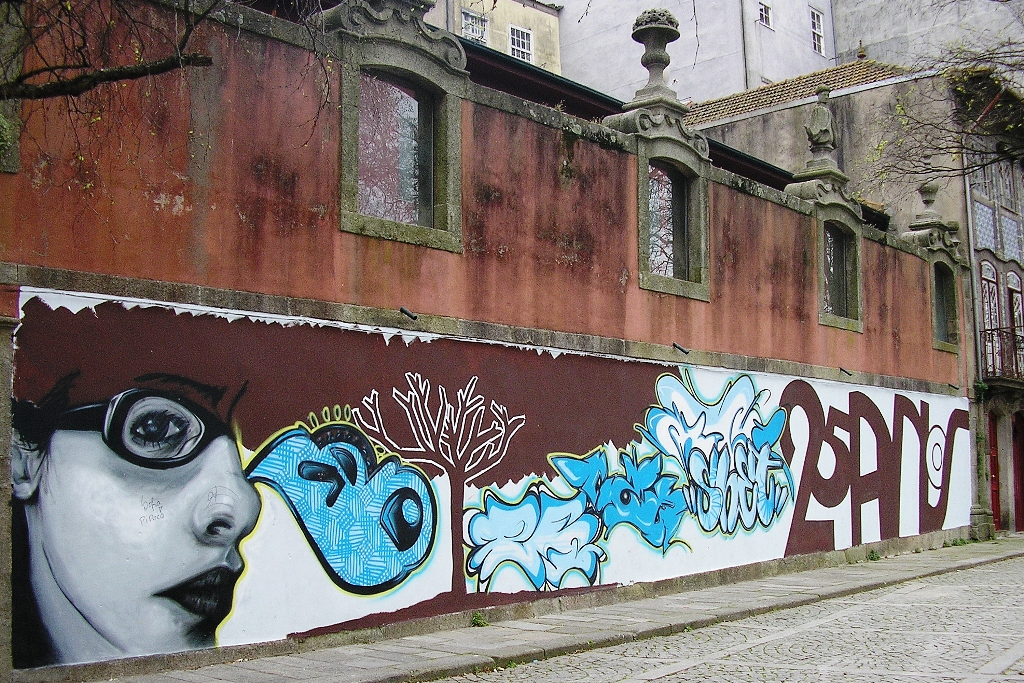
Estátuas no Passeio das Virtudes.

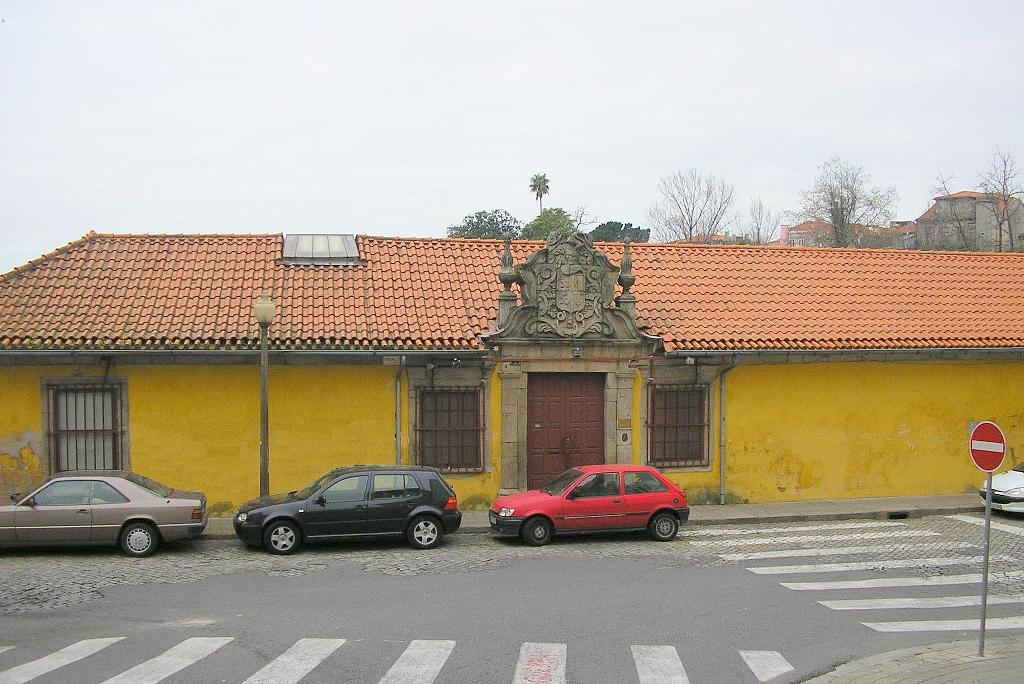
Casa dos Albuquerques.

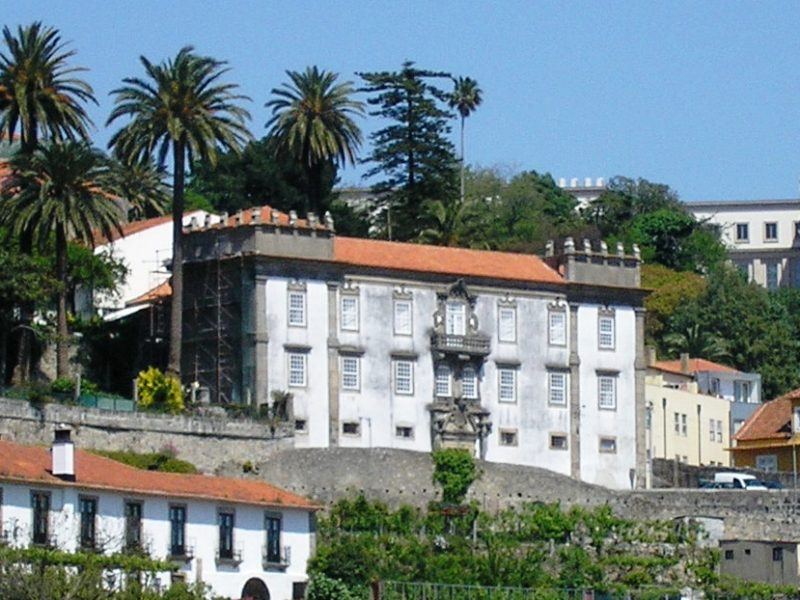
Palácio das Sereias.

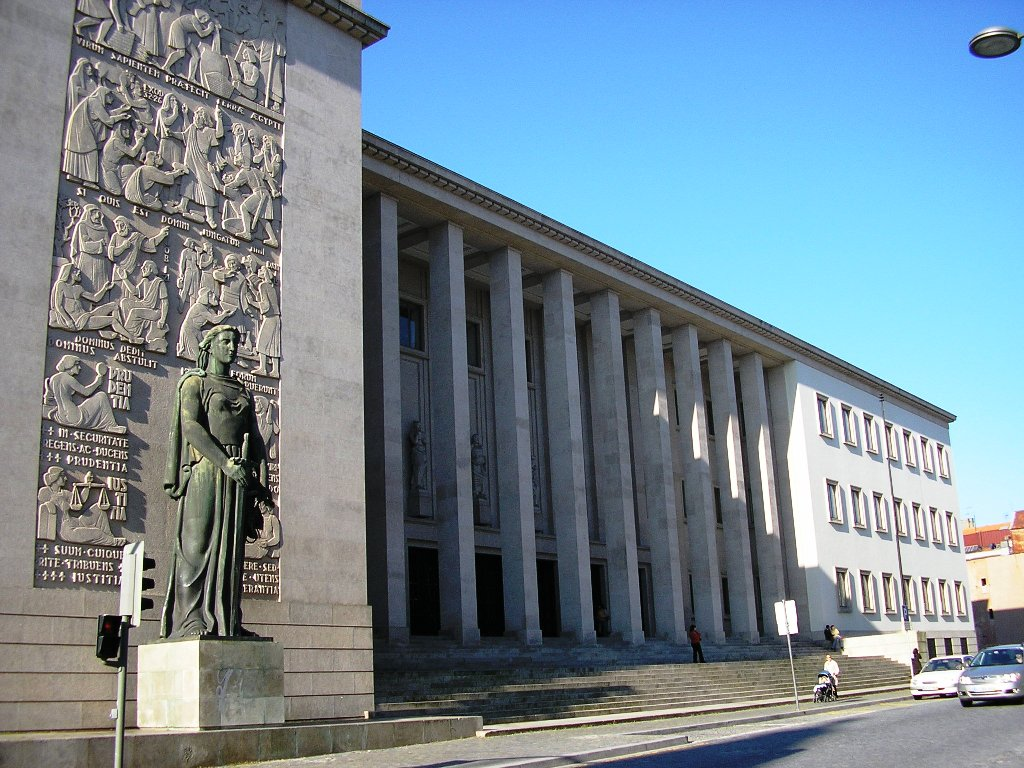
A Justiça (Palácio da Justiça).

### Referenciado peloIHRU
- Casa das Virtudes (Casa dos Pintos de Meireles / Casa dos Albuquerques / Edifício da Cooperativa Árvore)[12]
- Casa dos Viscondes de São João da Pesqueira (Palacete dos Viscondes de São João da Pesqueira / Sede da Acção Católica Portuguesa)[13]
- Casa onde Nasceu Almeida Garrett[14]
- Conjunto de Habitações em Miragaia (Conjunto de Habitações SAAL de Miragaia)[15]
- Edifício da R. Barbosa de Castro, nºs 29, 31 (e Passeio das Virtudes, nºs 31, 32)[16]
- Edifício da Reitoria da Universidade do Porto[17]
- Fonte da Praça do Peixe[18]
- Fonte da Quinta das Virtudes (Fonte dos Fogueteiros)[19]
- Fonte do Armazém[20]
- Fonte do Bicho (Fonte do Macaco)[21]
- Fonte Hulsenbos[22]
- Instituto de Medicina Legal do Porto[23]
- Marco da Bandeirinha (Padrão da Bandeirinha / Pirâmide da Bandeira da Saúde)[24]
- Museu Nacional Soares dos Reis
- Oficina de Estuques do Sr. Domingos Enes Baganha[25]
- Palácio da Bandeirinha ou das Sereias[26]
- Passeio das Virtudes (Jardim das Virtudes)[27]

### Estátuas e esculturas
- A Justiça (Palácio da Justiça)
- Os Quatro Cavaleiros do Apocalipse (Passeio das Virtudes)
- Serpente (Passeio das Virtudes)

## Arruamentos
A antiga freguesia de Miragaia contém 60 arruamentos. São eles:
| - Beco do Paço - Beco do Preto - Calçada das Virtudes - Calçada de Monchique - Calçada do Carregal - Campo dos Mártires da Pátria - Escadas das Sereias - Escadas do Caminho Novo - Escadas do Cidral de Baixo - Escadas do Cidral de Cima - Escadas do Monte dos Judeus - Escadas dos Armazéns - Largo da Alfândega - Largo de Artur Arcos - Largo de S. João Novo - Largo de S. Pedro de Miragaia - Largo do Prof. Abel Salazar - Largo do Viriato - Passeio das Virtudes | - Pátio das Escadas do Monte dos Judeus - Rua Ancira - Rua Arménia - Rua da Atafona - Rua da Bandeirinha - Rua da Laje - Rua da Restauração - Rua das Taipas - Rua das Virtudes - Rua de Adolfo Casais Monteiro - Rua de Alberto Aires de Gouveia - Rua de Azevedo de Albuquerque - Rua de Belomonte - Rua de Clemente Menéres - Rua de D. Manuel II - Rua de Francisco da Rocha Soares - Rua de Jorge de Viterbo Ferreira - Rua de Miguel Bombarda - Rua de Miragaia - Rua de S. Pedro de Miragaia | - Rua de Sobre-o-Douro - Rua de Tomás Gonzaga - Rua do Cidral de Baixo - Rua do Cidral de Cima - Rua do Dr. António de Sousa Macedo - Rua do Dr. Barbosa de Castro - Rua do Dr. Tiago de Almeida - Rua do Monte dos Judeus - Rua do Prof. Jaime Rios de Sousa - Rua do Prof. Vicente José de Carvalho - Rua do Rosário - Rua dos Armazéns - Rua Nova da Alfândega - Travessa da Laje - Travessa de S. Pedro de Miragaia - Travessa do Carregal - Viela da Baleia - Viela da Companhia - Viela da Ilha do Ferro - Viela de Santana |

### Legenda
1. 1 2 3  Partilhada com a freguesia de São Nicolau.
2. ↑  Partilhada com a freguesia de Vitória.
3. 1 2  Partilhada com a freguesia de Massarelos.
4. 1 2  Partilhada com a freguesia de Cedofeita.

1Partilhada com a freguesia de Massarelos.
²Partilhada com a freguesia da Vitória.
³Partilhada com a freguesia de São Nicolau.
4Partilhada com a freguesia da Cedofeita.
5Partilhada com a freguesia de Paranhos.

## Política

### Eleições autárquicas
| Data | %     | M  | %       | M       | %       | M       | %       | M       | %     | M  | %    | M   | %       | M       |
| Data | PS    | PS | PPD/PSD | PPD/PSD | APU/CDU | APU/CDU | CDS-PP  | CDS-PP  | AD    | AD | PRD  | PRD | PSD-CDS | PSD-CDS |
| ---- | ----- | -- | ------- | ------- | ------- | ------- | ------- | ------- | ----- | -- | ---- | --- | ------- | ------- |
| 1976 | 41,53 | 5  | 19,48   | 2       | 18,42   | 2       | 13,68   | 2       |       |    |      |     |         |         |
| 1979 | 32,49 | 5  | AD      | AD      | 24,83   | 3       | AD      | AD      | 33,92 | 5  |      |     |         |         |
| 1982 | 31,25 | 4  | AD      | AD      | 36,44   | 5       | AD      | AD      | 27,21 | 4  |      |     |         |         |
| 1985 | 19,29 | 3  | 25,50   | 3       | 39,86   | 6       | 5,57    | -       |       |    | 7,92 | 1   |         |         |
| 1989 | 30,34 | 4  | 20,87   | 3       | 38,73   | 6       | 5,35    | -       | 1,95  | -  |      |     |         |         |
| 1993 | 47,09 | 7  | 18,57   | 2       | 30,98   | 4       |         |         |       |    |      |     |         |         |
| 1997 | 49,09 | 5  | CDS-PP  | CDS-PP  | 31,07   | 3       | PPD/PSD | PPD/PSD | 14,77 | 1  |      |     |         |         |
| 2001 | 46,92 | 5  | CDS-PP  | CDS-PP  | 27,59   | 2       | PPD/PSD | PPD/PSD | 20,02 | 2  |      |     |         |         |
| 2005 | 42,23 | 4  | CDS-PP  | CDS-PP  | 25,69   | 3       | PPD/PSD | PPD/PSD | 23,46 | 2  |      |     |         |         |
| 2009 | 36,86 | 4  | CDS-PP  | CDS-PP  | 19,83   | 2       | PPD/PSD | PPD/PSD | 33,40 | 3  |      |     |         |         |